# Protestantse kerk (Heeze)
De protestantse kerk te Heeze is een kerkgebouw aan Kapelstraat 50.
Dit gebouw werd in 1906 opgericht als hervormde kerk op de plaats waar vroeger de kapel van het Kasteel Heeze heeft gestaan. De toenmalige bewoners van het kasteel waren hervormd.
Het is een bakstenen zaalkerk onder zadeldak, met op het dak een spits klokkentorentje. Dit bevat een klok uit 1451, gegoten door Jan van Asten. Er is een neogotisch ingangsportaal, en een voorgevel met boogfries, roosvenster en uurwerk.
Het gebouw is geklasseerd als rijksmonument.